# Tačanka

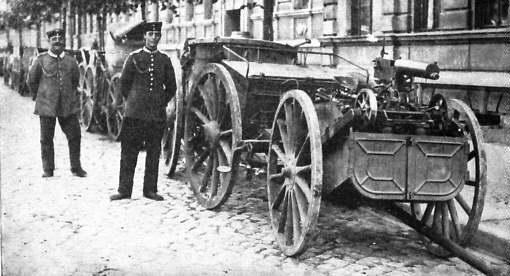
Ruská tačanka ukořistěná německými vojsky během první světové války.

Tačanka (rusky i ukrajinsky тачанка, polsky taczanka) je název pro pojízdný kulomet umístěný ve voze taženém koňmi. Používán byl hlavně v Sovětském svazu až do konce 30. let 20. století, kdy byl postupně nahrazován vyspělejší motorizovanou technikou. Za vynálezce tačanky bývá často považován Ukrajinec Nestor Ivanovič Machno.

## Etymologie
Existuje mnoho výkladů o původu slova, avšak nejznámější z nich ho připisuje polskému slovu najtyczanka, což byl luxusní rakousko-uherský kočár pojmenovaný po městě Neutitschein (čes. Nový Jičín). Jiní odborníci však dávají přednost ukrajinskému тачка (tačka), které by se dalo přeložit jako kolečko.

## Nasazení v boji

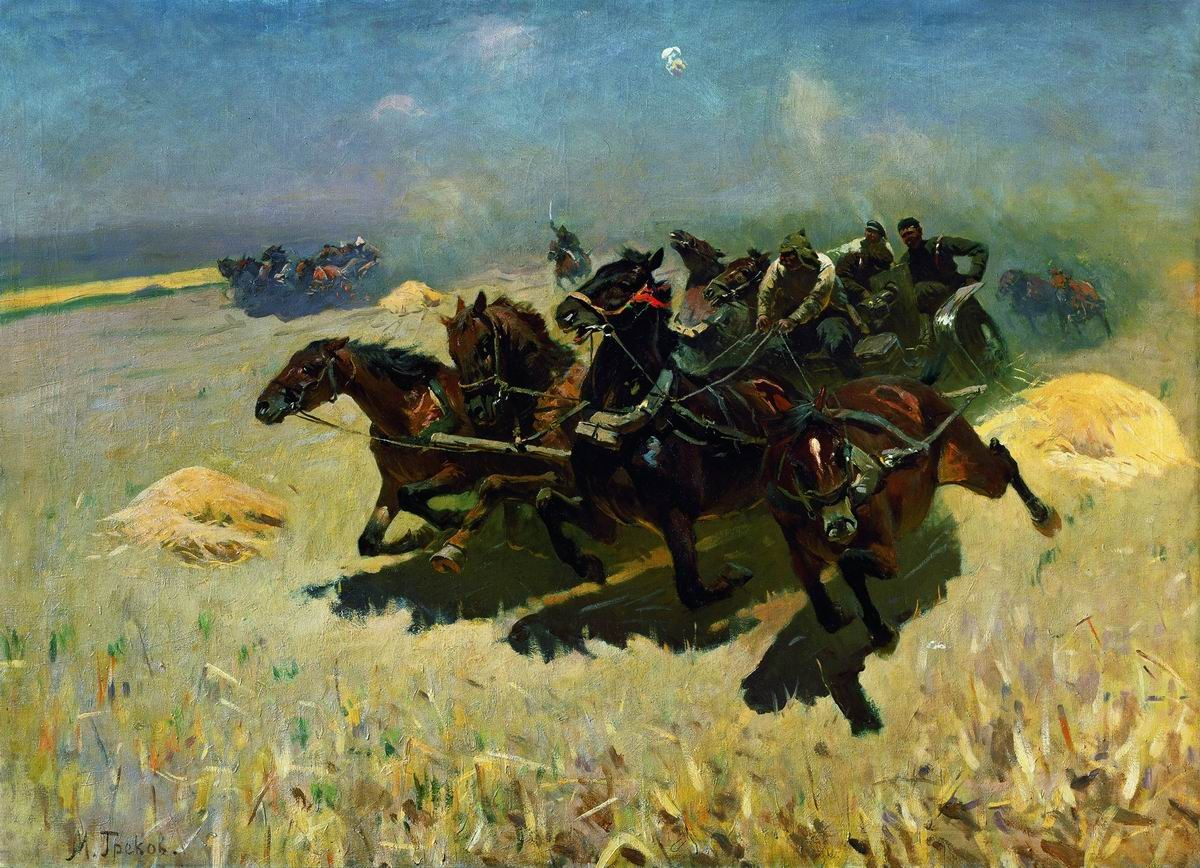
alt = Malba Mitrofana Grekova (Tačanka, 1925) zobrazuje tačanku v boji během ruské občanské války

Tačanky zažily svojí zlatou dobu během ruské občanské války, kdy byly hojně používány bílou i rudou armádou pro svoji rychlost a jednoduchost, což znamená, že mohly být vyrobeny prakticky z čehokoliv, co mělo čtyři kola. Stačilo pouze umístit kulomet na zadní stranu vozu, zapřáhnout koně a obsadit pozice střelce a jezdce. Při nedostatku kočárů nebo koní se mnohdy na tačanku přidělával ještě další kulomet (nejčastěji Maxim vz. 1910), což potom umožňovalo obrovskou výhodu. Zatímco jeden kulometník přebíjel, tak druhý ho kryl palbou a naopak. Další výhodou tačanky byly jednoduché opravy, přičemž se velice často stávalo, že při rychlé a zběsilé jízdě se poškodilo kolo, avšak v té době bylo k mání skoro v každé ruské vesnici a dalo se poměrně snadno vyměnit. Později se proto upřednostňovaly kočáry se železnými koly, která byla odolnější vůči nárazům. Velké obliby se tačanky dočkaly také v Polsku, Ukrajině a dalších bývalých státech carského Ruska. Tačanky byly použity v menší míře i polskou armádou během německé invaze do Polska. Poláci na ně přidělávali, na rozdíl od Sovětů používajících Maxim vz. 1910, svoji verzi kulometu Ckm wz. 30. V začátcích druhé světové války tačanky využíval i wehrmacht pod názvem „MG Wagen“.

## Tačanka jako symbol

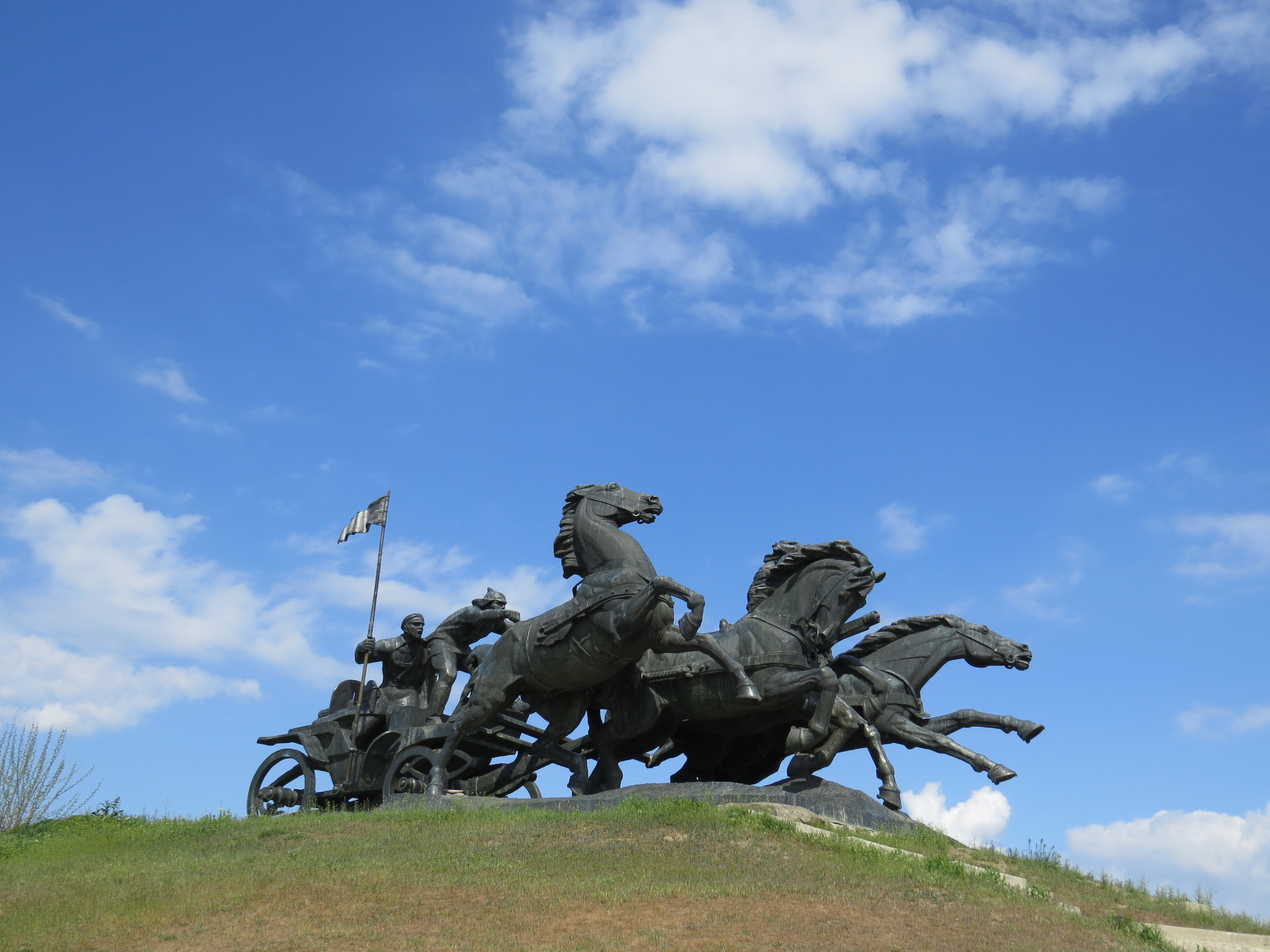
Památník „Legendární tačanka“ v Kachovce

Tačanka se nepochybně stala jedním ze symbolů říjnové revoluce, a tak se začalo i se stavbou mnoha památníků, které ji glorifikují. Nejznámější památník, známý také jako „Tačanka z Rostovu“ (rusky тачанка-ростовчанка), stojí v Rostově na Donu. Další poměrně známý památník tomuto pojízdnému kulometu lze najít v Chersonské oblasti ve městě Kachovka na Ukrajině. Tam je taktéž známý jako „Legendární tačanka“ (ukrajinsky легендарна тачанка). Začátkem roku 2020 se na facebooku starosty města Kachovka, Andreje Djačenka, objevil příspěvek, že Ústav národní paměti Ukrajiny vznesl požadavek výkonnému výboru, aby byl památník odstraněn, neboť se jedná o symbol komunistického režimu. Djačenko oznámil, že má v úmyslu památník před jeho odstraněním ochránit a věří, že většina obyvatel města se na záchraně „Legendární tačanky“  bude podílet taktéž.

## Hudba
O tačance složil píseň ruský hudební skladatel Konstantin J. Listov. Ta měla premiéru ve velkém sále Moskevské státní konzervatoře roku 1937. Nejpopulárnější verze písně je zpívaná Alexandrovci. Existuje i polská verze písně.
| Ruská verze | Český překlad z ruštiny | Polská verze |
| --- | --- | --- |
| Ты лети с дороги, птица, Зверь, с дороги уходи! Видишь, облако клубится, Кони мчатся впереди! И с налета, с поворота, По цепи врагов густой Застрочит из пулемета Пулеметчик молодой. | Leť z cesty, ptáčku, Zvěř, odejdi z cesty! Vidíš, oblak prachu houstne, Koně se ženou vpřed! A z odstřelování, ze zatáčení, Po husté formaci nepřátel. Vystřelí z kulometu, kulometník mladý. | Lećże, ptaku, w lasy głębiej, Umknij, zwierzu, z drogi nam, To taczanka wroga pędzi, To taczanka wroga gna. W bystrym pędzie bije z lotu, Śmiało idzie w gęsty bój, Zagrzechoczesz z kulomiotu, Bojowniku młody mój.       |
| Эх, тачанка-ростовчанка, Наша гордость и краса, Конармейская тачанка, Все четыре колеса!                                                                                              | Ach, tačanko z Rostova, Ty jsi naše hrdost a krása, Jezdecká tačanka, Všechny čtyři kola! | Hej, taczanka – rostowianka Twoja piękność oczy rwie, Konnej Armii tyś kochanka, Cztery wichry koła twe. |
| Эх, за Волгой и за Доном Мчался степью золотой Загорелый, запыленный Пулеметчик молодой. И неслась неудержимо С гривой рыжего коня Грива ветра, грива дыма, Грива бури и огня.        | Ach, za Volhou i za Donem Žene se skrz zlatou step Opálený, zaprášený Mladý kulometník. A rozběhl se zběsile S hřívou ryšavého koně. Hříva větru, hříva kouře, Hříva bouře a ohně.            | Hej, za Wołgą, hej za Donem, Gdzieś po stepie tętni cwał: Ogorzały, zakurzony Celowniczy młody gnał. Mknie taczanka, któż ją wstrzyma, Rwie za końską grzywą w trop, Grzywa wichru, grzywa dymu, Grzywa burzy, ognia snop. |
| Эх, тачанка-киевлянка, Наша гордость и краса, Комсомольская тачанка, Все четыре колеса!                                                                                               | Ach, tačanko z Kyjeva, Ty jsi naše hrdost a krása, Komsomolská tačanka, Všechny čtyři kola!                                                                                                   | Hej, taczanka – rostowianka Twoja piękność oczy rwie, Konnej Armii tyś kochanka, Cztery wichry koła twe. |
| По земле грохочут танки, Самолеты петли вьют, О буденновской тачанке В небе летчики поют. И врагу поныне снится Дождь свинцовый и густой Боевая колесница, Пулеметчик молодой.        | Po zemi rachotí tanky, Letadla na nebi pletou smyčky, O tačance Buďonného V nebi letci zpívají. A nepříteli se stále zdá, Déšť z olova a prachu Bojový vůz, Mladý kulometník.                 | Warczą groźnie nasze tanki, Płyną pieśni spoza chmur, Chwałę wartkich kół taczanki Gra motorów szumny chór. I do dzisiaj wróg pamięta, Jak to nogi brał za pas, Mknie taczanka dumna, Piękna i bojownik młody nasz.        |
| Эх, тачанка-полтавчанка, Наша гордость и краса, Пулеметная тачанка, Все четыре колеса!                                                                                                | Ach, tačanko z Poltavy, Ty jsi naše hrdost a krása, Kulometná tačanka, Všechny čtyři kola! | Hej, taczanka – rostowianka Twoja piękność oczy rwie, Konnej Armii tyś kochanka, Cztery wichry koła twe. |